# Костромитинов, Михаил Петрович
Михаил Петрович Костроми́тинов (род. 1882, Яранск, Вятская губерния) — советский архитектор, художник.

## Биография
Окончил архитектурное отделение Высшего Художественного училища при Императорской Академии художеств в Петрограде (1916). Архитектор и дорожный инженер Яранского уезда (1920). В 1924 году перестроил Торговые ряды в Яранске для размещения в них Народного дома. В 1926 году детально обследовал памятник архитектуры — Благовещенскую церковь в Яранске и составил смету на её ремонт. Автор проекта Яранского почтамта (1930). Инженер-строитель Яранского уездного отдела коммунального хозяйства.
В 1935—1936 годах работал в Чебоксарах, где спроектировал 26-квартирный жилой дом на улице Бондарева (Аптечной), который и ныне украшает набережную Волги.

## Память
Похоронен на мемориальном кладбище города Чебоксары.